# Ferrari J50
Ferrari J50 – supersamochód klasy średniej typu one-off wyprodukowany pod włoską marką Ferrari w 2017 roku.

## Historia i opis modelu
Pod koniec 2016 roku w National Art Center w Tokio Ferrari przedstawiło kolejny po F60 America specjalny model zbudowany na uczczenie jubileuszu obecności na ważnym rynku zbytu - tym razem, celebrując 50 lat relacji z rynkiem japońskim. Nawiązujące do tego swoją nazwą Ferrari J50 opracowane zostało na bazie klasycznego modelu 488 GTB w wariancie nadwozia Spider, z unikalnym projektem nadwozia z otwieranym dachem typu targa.
Za stylistykę J50 odpowiedzialny był departament rozwijający projekty na specjalne zamówienie, Special Products, a także główne biuro projektowe włoskiej firmy, Centro Stile Ferrari. Samochód zyskał agresywną stylizację odznaczającą się wąskimi, nisko osadzonymi reflektorami, a także rozbudowanym ospojlerowaniem i kanałami powietrznymi z włókna węglowego mającymi zapewnić jak najlepsze właściwości aerodynamiczne. Linia okien została poprowadzona nisko, a całokształt nawiązywał do klasycznych konstrukcji Ferrari jak m.in.: 288 GTO, F40 i F50.
Do napędu Ferrari J50 wykorzystana została ta sama jednostka napędowa, co w pokrewnym Ferrari 488 Spider, dokonując jedynie modyfikacji w mocy. 690-konne, 3,9 litrowe turbodoładowane V8 rozwija o 20 KM większą moc, pozwalając rozpędzić się do 100 km/h w 3,9 sekundy i osiągnąć prędkość maksymalną 320 km/h.

### Sprzedaż
Ferrari J50 zbudowane zostało w ściśle limitowanej serii skierowanej do wyselekcjonowanego grona nabywców włoskiej firmy na terenie Japonii. Łącznie zbudowano 10 egzemplarzy unikatowego supersamochodu. W momencie premiery w 2016 roku nie ujawniona została cena, za którą nabyć można było J50 - jednakże, w czerwcu 2021 roku w tokijskim punkcie dealerskim Ferrari na sprzedaż wystawiony został jeden z wyprodukowanych egzemplarzy za kwotę 398 milionów jenów (wówczas ok. 13,5 milionów złotych).

### Silnik
- V8 3.9l 690 KM